# Avrainvillea nigricans
Espèce
Avrainvillea nigricans est une espèce d'algue verte de la famille des Udoteaceae.